# Parafia św. Marii Magdaleny w Łęcznej
Parafia św. Marii Magdaleny w Łęcznej – najstarsza parafia rzymskokatolicka w mieście i jedna z czterech parafii rzymskokatolickich w Łęcznej, należąca do archidiecezji lubelskiej i Dekanatu Łęczna. Została erygowana w 1350 roku. 
Do parafii należą ulice: 11 Listopada, 3 Maja, Bożniczna, Cegielniana, Chełmska, Górnicza, Gwarków, Jagiełki, Jana Pawła II, Kanałowa, Krasnystawska, Krótka, Księżycowa, Litewska, Lubelska, Łańcuchowska, Mickiewicza, Milejowska, Nowokościelna, Ogrodowa, Pańska, Partyzancka, Pasternik, Piłsudskiego, Pl. Kanałowy, Pl. Kościuszki, Pogodna, Przemysłowa, Rynek II, Rynek III, Skarbka, Słoneczna, Staszica, Szkolna, Średnia, Świętoduska, Tysiąclecia, Żabickiego oraz miejscowości Podzamcze kol., Podzamcze w., Stara Wieś kol., Stara Wieś w., Stasin, Witaniów kol., Witaniów w.
Parafia św. Marii Magdaleny, jest parafią ciągłych zmian. 20 lat temu obejmowała ona miasto i niemal całą gminę Łęczna, dzisiaj tylko ich części. Na przestrzeni tych lat z macierzystego ośrodka wyodrębniło się kilka nowych parafii: najpierw św. Barbary w Łęcznej, później z Ludwinie a w 2003 r. św. św Józefa Opiekuna Rodzin w Łęcznej, następnie działają ośrodki duszpasterskie w Ciechankach Łęczyńskich i w Zofiówce.
Parafia św.Marii Magdaleny w praktyce liturgii dnia codziennego łączy tradycję z nowoczesnością. Uroczyście i co roku uczestniczymy w nabożeństwie poświęcenia pól, procesji Bożego Ciała, odpuście ku czci św.Marii Magdaleny- naszej patronki oraz w wielu innych świętach zakorzenionych w polskiej tradycji. Przed kilkunastu laty, jako pierwsza parafia w mieście, obchodziliśmy 4 grudnia- św.Barbary, popularne święto Barbórki. Obecnie dzień św.Barbary czci każda z łęczyńskich parafii. Pomimo tego, ciągle jeszcze w procesjach, uroczystościach, a także podczas pogrzebów pojawia się sztandar górników, pamiętający pierwszą Barbórkę w Łęcznej. Ważnym wyznacznikiem misji Kościoła jest działalność charytatywna i opiekuńcza. Dawniej przejawiała się ona w Łęcznej w zadaniach realizowanych przez kościół Św.Ducha. Współcześnie tego rodzaju aktywność przebiera w parafii przeróżne formy. Od 1996r. działa Stacja Opieki CARITAS, pierwsza i jedyna w diecezji lubelskiej. Na przestrzeni ostatnich lat zmieniła ona zasady swego działania, współpracując z Narodowym Funduszem Zdrowia na mocy podpisanego kontaktu, obejmującego opiekę długoterminową w domu pacjenta. Stacja od samego początku prowadzi także wypożyczalnię sprzętu rehabilitacyjnego, potrzebnego do opieki przy chorym.